# 프리스타일 BMX
프리스타일 BMX는 BMX 자전거를 타고 달리는 자전거 모터 크로스 스턴트이다. 스트리트(Street), 파크(Park), 수직(vert), 트레일(Trails), 평지(Flatland)로 구분된 5개 종목으로 구성되어있으며, BMX 레이싱로부터 파생된 극한 스포츠이다. 2017년 6월에서 국제 올림픽위원회가 2020년 하계 올림픽부터 프리스타일 BMX를 올림픽 정식 종목 중에 하나로 추가할 것이라고 밝혔다.

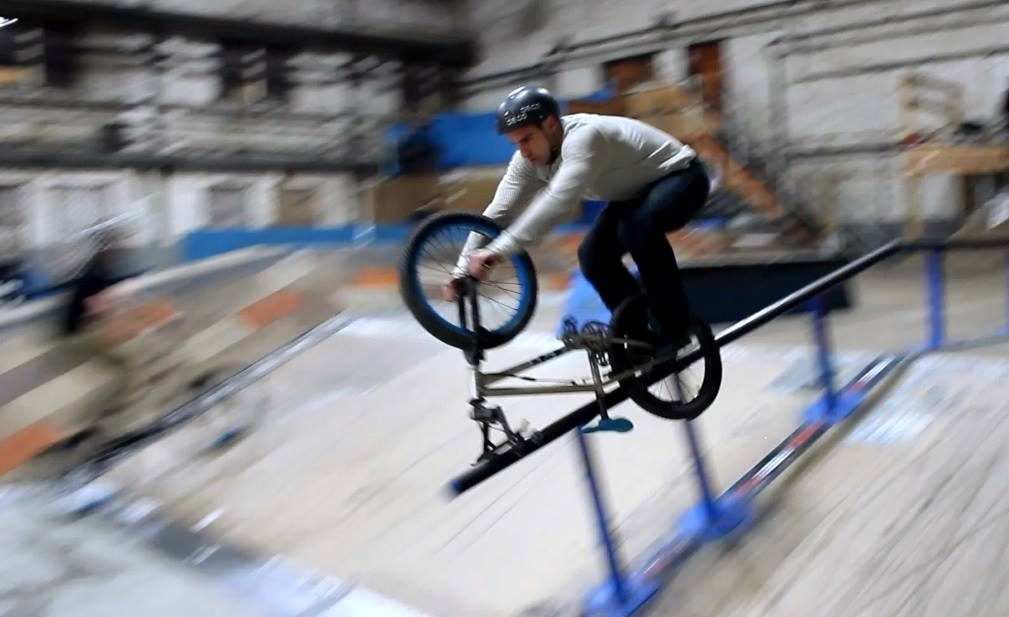
팀 놀 선수가 BMX 자전거를 타고 경기에 임하고 있는 모습

## 초기
프리스타일 BMX에 대한 최초의 사진 자료는 데빈과 토드 뱅크가 1974년에 캘리포니아 웨스트 로스앤젤레스에 있는 한 집에 직접 만든 8피트 높이의 스케이트보드 경사로에서 BMX 자전거를 타는 것을 보여준다. 이것은 BMX 램프 라이딩의 시초가 되었다. 데빈과 뱅크는 거리와 공중에서 연석에서 뛰어내림으로써 360도 자유형 회전 트릭을 하는 것으로 기록되었다. 이후 스케이트보더 매거진(Skateboarder Magazine)은 1975년에 빈 집 수영장에서 자전거를 탄 아이들의 사진을 게재했다. 1975년에 아이들은 캘리포니아 에스콘디도 샌디에이고의 콘크리트 저수지 수로에서 자전거를 타기 시작했다. 1976년 데빈과 토드 뱅그는 카슨 캘리포니아의 런 웨이 스케이트 보드장에서 BMX 자전거를 타기 시작했다. 그리고 1976년에는 캘리포니아 칼즈배드의 칼스배드 스케이트파크에서 자전거를 타는 사람들도 생겨났다. 밥 하로와 존 스완겐은 1976년 후반 캘리포니아 샌디에이고의 콘크리트 스케이트파크인 스케이트 보드 천국에서 BMX 자전거를 탔다. 나중에 그들은 평평한 거리에서 새로운 자전거 트릭을 만들어 스케이트 파크를 넘어 프리스타일로 이를 변형시켰다. 1977년 가을, 밥 하로는 BMX 액션 잡지의 스태프 아티스트로 고용되어 잡지 발행인 밥 오스본의 아들인 RL 오스본과 친구가 되었다. 하로와 RL은 종종 자유 시간에 프리스타일 BMX 동작들을 연습했다.

BMX 액션 잡지는 1979년 1/2월호에 밥 하로가 "록 워크"를 하는 모습을 보여주는 첫 번째 프리스타일 BMX 관련 기사를 게시했다.
BMX 자전거 라이더들은 1979년 유타주 솔레이크시티의 록키 마운틴 서프 스케이트 파크에서 열린 스케이트 대회에서 데모 프리스타일 쇼를 선보이기도 했다.
Super Style II BMX Trick Team이 알려진 후, 조직화된 다른 트릭 팀들이 설립되어 BXM은 빠르게 유명해졌다. 여러 BMX 제조사가 후원하는 프리스타일 BXM 팀이 미국을 순회하고 있었지만, 그들은 프리스타일 BXM 자체가 아니라 BMX의 스포츠 전체를 홍보하고 있었다.
미국 프리스타일 협회 (AFA)는 1982년 밥 모랄레스(Bob Morales)가 설립한 최초의 BMX 프리스타일 관리 기구이다.
밥 오스본(Bob Osborn)은 프리스타일 BMX만을 전문으로 다루는 분기별 잡지를 창간했다. 이후 1984년 여름, Freestylin' Magazine 이 데뷔했고, BMX 세계는 갑자기 스포츠의 엄청난 잠재력을 알아차렸다. 제조업체는 새로운 프리스타일 자전거, 부품 및 액세서리를 개발하기 위해 도면 보드로 서둘러 갔고 후원할 재능 있는 라이더를 찾기 시작했다. 자전거 가게에서 프리스타일 제품을 구입하기 시작했다. AFA는 조직화된 평지 및 쿼터 파이프 대회를 개최하기 시작했다.

## 인기의 정점과 쇠퇴
1980년부터 1987년까지 프리스타일 BMX는 인기가 높아져 1987년에 인기가 정점에 이르렀다. 이 기간 동안 스포츠는 프리스타일을 위해 엄격하게 설계된 새로운 자전거 모델, 구성 요소 및 액세서리의 출시로 발전했다. 예를 들어, 제조업체 Haro사는 매년 화려한 그래픽 색상, 새로운 모양 및 새로운 프레임 디자인으로 Haro FST, Sport 및 Master를 출시했다.
1990년대 초, 프리스타일 BXM들의 상업적인 인기가 떨어졌다. 그 후 많은 대기업들이 이에 대한 투자를 줄이거나 종료했다. 이러한 경제 환경에서 새로운 라이더 소유 회사 및 이니셔티브의 커뮤니티는 자신의 필요와 관심에 따라 스포츠를 재정의하기 시작했으며, 의류 회사 및 재료 회사와 함께 현재 업계에서 크게 새로운 선두 주자가 될 수 있는 길을 열었다. 이 쇠퇴와 독립적으로 주도되는 산업으로부터의 스포츠 발전은 BMX 비디오인 Ride On (Eddie Roman 감독)의 소개에서 특히 언급되었다.

## 실습 분야
프리스타일 BMX 라이더는 여러가지로 구분된 여러 종목에 참가한다. 다른 형태의 자유형 라이딩과 마찬가지로 특정 규칙은 없다. 단, 스타일/미학, 기술 및 창의성이 강조된다.

### 거리 부분
스트리트 라이더는 도시와 공공 장소를 이용하여 트릭을 수행한다. 이러한 트릭은 연석, 난간, 계단, 선반, 은행 및 기타 장애물에서 수행할 수 있다. 라이더는 종종 자신의 도시 환경에 의존하기 때문에 스트리트 라이더의 스타일은 다양하다. BMX 거리는 1980년대 후반에 점점 더 정의되는 분야로 유명해졌다.
현대 BMX에서는 거리 장애물에 대한 기술적인 트릭의 발전으로 인해 이 종목이 다른 자유형 종목과 더 분리되었다. 거리 라이딩을 목표로 하는 BMX 자전거는 일반적으로 더 가파른 각도와 더 짧은 휠베이스를 가지고 있어 쉽게 조작할 수 있다는 장점이 있지만 경사로 및 흙길 라이딩과 관련된 더 높은 속도에서는 덜 안정적인 것이 단점이다.
스트리트 BMX 내에는 소수의 대회가 있지만 대부분의 전문 스트리트 라이더는 스폰서 대신, 유튜브 활동에 전념한다. 오직 소수의 라이더만이 두 가지 모두에 집중하는 경향이 있으며, 경쟁 코스와 기업의 후원은 많은 라이더가 스트리트 라이딩의 핵심으로 생각하지 않는다. 대회와 유튜브 부분에서 모두 성공한 라이더중 한명은 개럿 레이놀즈이다. 개럿은 13개의 X Games 메달과 Ride BMX Nora Cup Awards에서 올해의 비디오 부문 및 올해의 스트리트 라이더를 수상했으며 지금까지 최고의 BMX 스트리트 라이더 중 한 명이다.

### 공원 부분
공원 부분은 주로 라이딩 보울 전환 또는 램프 점프에 중점을 둔 독점적으로 라이딩하는 스케이트 파크의 BMX 분야를 나타낸다.
스케이트 파크는 스케이트 보더, 인라인 스케이터 및 자유형 스쿠터 라이더뿐만 아니라 BMX 라이더도 이 파크를 사용한다. 스케이트 파크 자체는 나무, 콘크리트 또는 금속으로 제작되어 있다. 자전거 주행의 스타일은 공원 스타일에 따라 다르다. 나무에서는 흐르는 듯한 스타일에 더 적합하며, 라이더는 틈을 찾고 코핑에서 최고의 공기를 얻는 것을 목표로 한다. 반면에 콘크리트 공원은 일반적으로 그릇과 수영장을 포함하는 경향이 있다. 그러나 라이더가 두 유형의 공원에서 두 가지 스타일을 병합하는 것이 드문 일은 아니다.
콘크리트 공원은 일반적으로 수년간의 외부의 노출을 견딜 수 있도록 실외에 건설된다. 콘크리트 공원은 또한 목재 공원과 비교하여 영구적이고 저렴한 특성으로 인해 종종 공적 자금 지원을 받아 만들어진다. 목재로 만든 공원은 상업용 스케이트장에서 인기가 있지만 목재가 시간이 지남에 따라 분해되기 시작하거나 광범위한 사용으로 인해 기능이 손상될 수 있기 때문에 유지 관리가 더 어렵다. 따라서 나무 공원은 종종 콘크리트보다 안전한 것으로 간주되기도 한다. 충격 시 나무 표면이 비탄력적인 콘크리트와 달리 약간 휘어지기 때문이다. BMX 사용을 염두에 두고 설계된 공원에는 일반적으로 콘크리트 또는 수영장 코핑보다 손상되기 쉬운 측면이 있기에 강철 코핑이 있다.
X Games는 일반적으로 프로그레시브 트릭과 큰 점프에 중점을 두고 있고, Vans BMX Pro Cup과 같은 다른 대회는 볼 스타일 코스에서 흐름과 스타일리시한 라이딩에 더 중점을 두는 등 BMX Park 분야에 초점을 맞춘 여러 대회가 있다.
2017년 6월, 올림픽 위원회는 BMX 프리스타일 공원 부분이 2020년 도쿄 올림픽에 정식 종목으로 포함될 것이라고 발표했다.

### 수직 램프 부분

수직 램프의 모습

Vert는 서로 마주보고 있는 두 개의 쿼터 파이프로 구성된 하프 파이프에서 수행되는 프리스타일 BMX 훈련이다. (미니 램프와 비슷하지만 높이가 약 10-15피트(약 2.5-3.5미터)) 경쟁에서 사용된 가장 큰 에어 램프는 27 피트 (8.2 m)의 높이의 에어 램프다. 코핑은 버턴의 가장자리에 있는 둥근 금속 튜브로, 프리스타일 BMX 라이더가 버턴의 가장자리에서 갈고 멈추는 데 도움이 된다.

### 트레일 부분

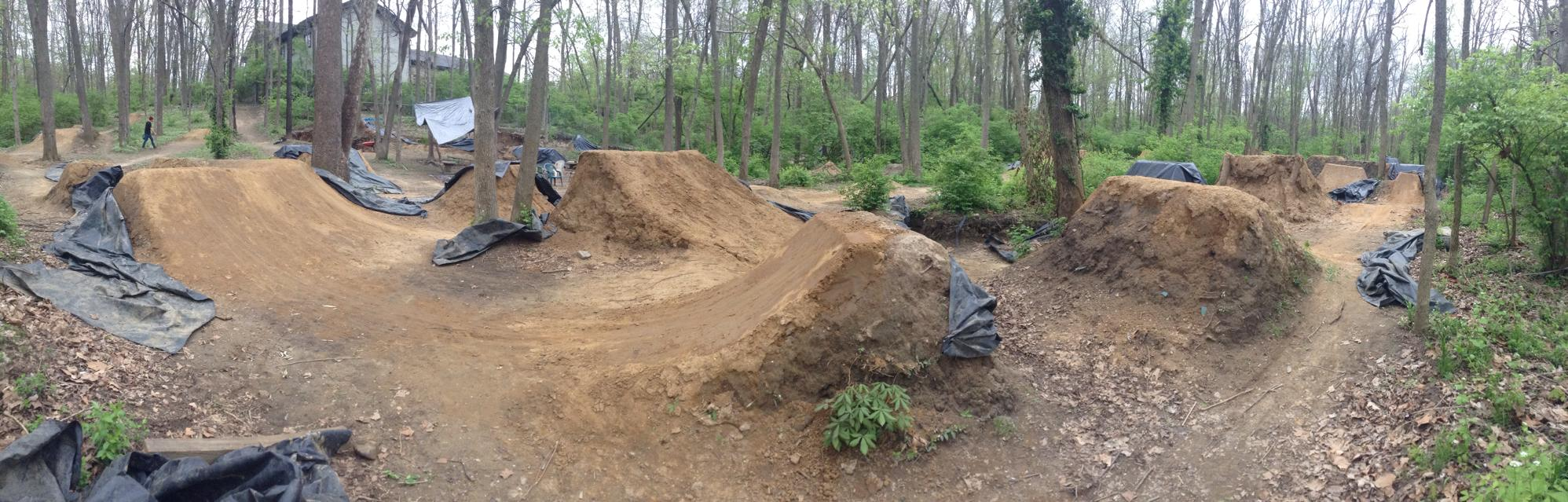
인디애나의 BMX 트레일 세트에서 갓 마주한 흙 점프.

트레일은 심하게 압축 된 흙으로 만든 점프로 이어지는 경로다. 동일한 경로 또는 "라인"에서의 점프는 4팩, 6팩 또는 8팩과 같이 각각 2, 3개 또는 4개의 점프가 있는 것을 팩이라고 한다. 더트 점프는 립(lip)이라고 하는 가파른 도약과 약간 덜 가파른 착지로 구성된다. 립과 랜딩은 일반적으로 간격으로 나누어진 별도의 마운드로 만들어진다. 간격은 립의 맨 위 부분에서 수평으로 계단 모양의 먼 쪽 맨 위 부분까지 측정된다. 간격은 일반적으로 불과 2피트에서 20피트 이상이다. 적당한 간격은 약 12피트 정도이다.
트레일 라이딩은 때때로 "더트 점프" 라고도 한다. 대부분의 트레일 라이더는 "더트 점프"와 "트레일"의 스타일과 흐름에 미묘한 차이가 있다고 주장한다. 트레일 라이더는 다른 스타일리시한 트릭을 수행하면서 한 점프에서 다음 점프로 흐르는 부드러운 스타일에 더 집중하는 반면, 더트 점퍼는 더 크고 덜 흐름 지향적인 점프에서 할 수 있는 가장 미친 트릭을 수행하려고 하는 경향이 있다.
트레일 라이더는 일반적으로 앞 브레이크를 사용하지 않고 일반적으로 로터(자이로)를 사용하여 바스핀을 쉽게 하기 위해 바를 풀기 위해 반대 방향으로 바를 돌릴 필요가 없기 때문에 뒷 브레이크만 사용한다. 트레일에서 하기 힘든 일. 일반적으로 트레일/더트 점프 자전거는 다른 BMX 자전거보다 휠베이스 (자전거 프레임)가 더 길어 공중에서의 안정성을 돕는다.

### 평평한 땅 부분

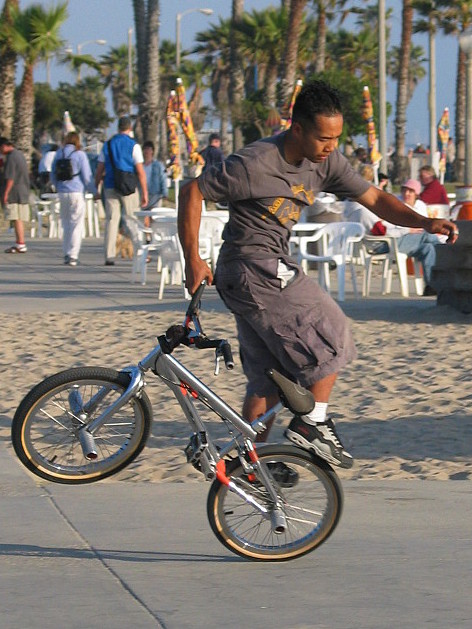
BMX Flatland 라이더 Caleb Rider 산타 모니카 해변

Flatland BMX는 나머지 자유형 BMX에서 약간 떨어진 위치를 차지한다. 위의 분야를 타는 사람들은 일반적으로 다른 분야 중 적어도 하나에 참여하지만 플랫랜더는 플랫랜드만 타는 경향이 있다. 그들은 종종 매우 헌신적이며 기술을 완성하는 데 하루에 몇 시간을 보낸다.
평지는 또한 사용된 지형이 매끄럽고 평평한 표면(예: 아스팔트 주차장, 농구 코트 등)이라는 점에서 다른 지역과 다르다). 트릭은 다양한 신체 및 자전거 자세에서 회전하고 균형을 잡아서 수행된다. 라이더는 거의 항상 널링 알루미늄 못을 사용하여 자전거를 낯선 위치로 조작한다.
평지 자전거는 일반적으로 다른 자유형 자전거보다 축거가 짧다. 플랫랜드 바이크는 더트 점프 바이크 및 프리스타일 바이크와 한 가지 면에서 다르다. 평지에서 타는 사람들이 종종 프레임 위에 서 있기 때문에 프레임이 더 강하게 강화되는 경우가 많다. 이 더 짧은 휠베이스는 자전거를 회전시키거나 한 바퀴에 자전거를 배치하는 데 더 적은 노력을 필요로 한다. 평지 랜더가 평지에서만 타는 주된 이유 중 하나는 경사로, 비포장 도로 및 거리에서 더 짧은 자전거의 안정성이 감소하기 때문이다.
평지 자전거는 개방된 공간에 있기 때문에 다양한 옵션을 흔히 볼 수 있다. 평지 자전거의 가장 통일된 특징은 각 바퀴 축 끝에 하나씩 4개의 못을 사용한다는 것이다. 평지 라이더는 스타일 선호도에 따라 앞 브레이크, 뒤 브레이크, 양쪽 브레이크 또는 전혀 브레이크를 사용하지 않는 것을 선택한다.

## 같이 보기
- BMX
- 사이클링
- 2020년 하계 올림픽